# Боже Сен Валије Пјержикс ет Ките
Боже Сен Валије Пјержикс ет Ките (фр. Beaujeu-Saint-Vallier-Pierrejux-et-Quitteur) насеље је и општина у источној Француској у региону Франш-Конте, у департману Горња Саона која припада префектури Везул.
По подацима из 2011. године у општини је живело 988 становника, а густина насељености је износила 28,13 становника/km². Општина се простире на површини од 35,12 km². Налази се на средњој надморској висини од 230 метара (максималној 252 m, а минималној 189 m).

## Демографија
| 1962. | 1968. | 1975. | 1982. | 1990. | 1999. | 2011. |
| ----- | ----- | ----- | ----- | ----- | ----- | ----- |
| 507   | 545   | 576   | 688   | 732   | 739   | 988   |

График промене броја становника у току последњих година